# Успенский собор (Владимир, Украина)

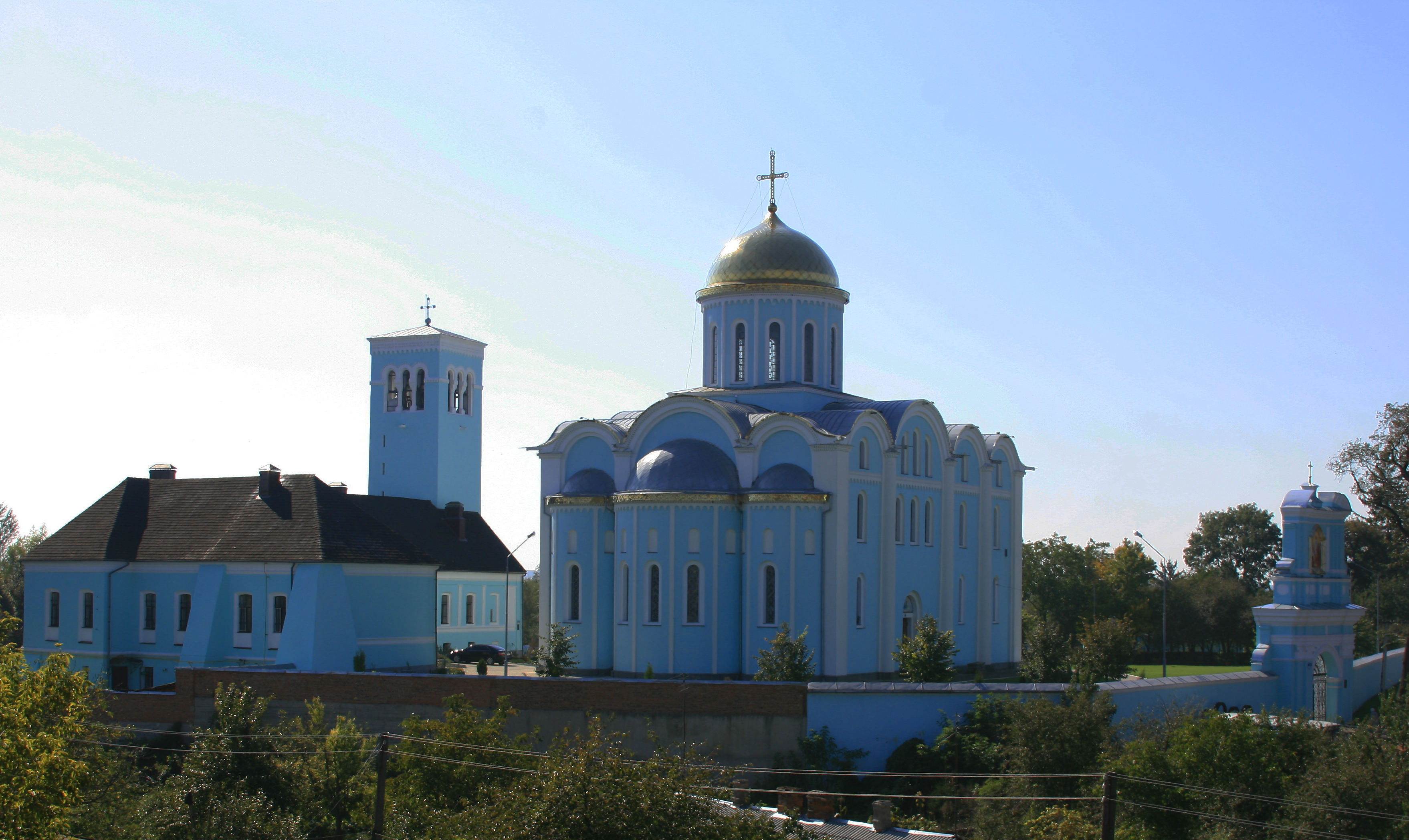
Храм, воссозданный Адрианом Праховым

Собор Успения Пресвятой Богородицы, или Мстиславов храм (укр. Свято-Успенський кафедральний собор) — православный храм в городе Владимире, древнейший в регионе памятник церковной архитектуры, кафедральный собор Владимиро-Волынской епархии Украинской православной церкви (Московского патриархата).

## История
Построен в 1160 году волынским князем Мстиславом Изяславичем по типу шестистолпного крестовокупольного одноверхого храма (как Кирилловская церковь в Киеве), что свидетельствует, что его строили киевские строители. Храм был расположен не в детинце Владимира-Волынского, а по соседству с ним в окольном городе. Стены храма гармонично расчленены арками на полуколонны; имел фресковые росписи; перестроен в XVIII веке. Общий вид монументальный, несмотря на не очень удачную реставрацию, выполненную в 1896—1900 архитекторами Адрианом Праховым и Григорием Котовым.
Свято-Успенский собор во Владимире — единственный памятник на Волыни, дошедший со времён Киевской Руси. Правнук Владимира Мономаха, Мстислав Изяславич, который был удельным князем во Владимире, а позднее великим князем Киевским, построил новый храм в честь Успения Пресвятой Богородицы. Освящение храма было после росписи в 1160 году После освящения храм стал кафедральным, продолжая историю первой епископской кафедры Волынской епархии, основанной на этих землях в 992 году. В честь 1000-летия Волынской епархии вблизи собора в 1992 году установлен памятный крест.
Собор был усыпальницей князей, бояр и епископов. Под храмом есть шесть великокняжеских, две епископские и много гробниц знатных лиц. Здесь похоронен и строитель храма князь Мстислав. Он был разорён полчищами Батыя и восстановлен. В первой половине XV века опустошён, а в конце века стараниями епископа Владимирского Вассиана отстроен. Пострадал храм и в межконфессиональной борьбе между православными и униатами, испытывая неудачные перестройки. В 1596 году, когда владимирский епископ Ипатий Потей принял унию, храм стал униатским.
Во время пожара 1683 года, который опустошил весь город, собор сильно пострадал и был восстановлен лишь в 1753 году. Униаты переделали византийскую архитектуру храма на латинский манер. С 1772 года собор приходит в запустение. Использовался как «казённый магазин» (склад). На 1829 год представлял собой руины — обвалились своды и купол.

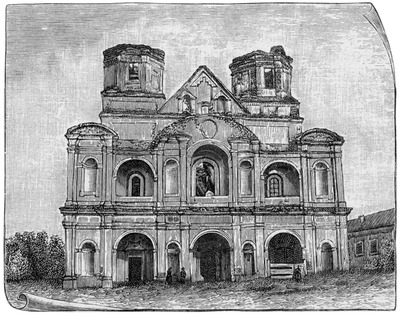
Вид Собора Успения Пресвятой Богородицы во Владимире-Волынском до реставрации. Гравюра XIX века

Своим возрождением собор обязан заботам открытого в декабре 1887 года во Владимире-Волынском Свято-Владимирского братства, которое поставило перед собой религиозно-просветительские и церковно-упорядочивающие задачи. В 1896 году был принят проект реставрации храма академика архитектуры Григория Котова. В 1896—1900 годах собор восстановлен в формах XII века. Торжественную закладку собора совершил 15 сентября 1896 года архиепископ Волынский и Житомирский Модест (Стрельбицкий) в присутствии великого князя Константина Константиновича. Строительно-реставрационные работы велись под непосредственным наблюдением архитектора-художника Николая Козлова. Спустя четыре года —  17 сентября 1900 года — архиепископ Модест (Стрельбицкий) совершил и торжественное освящение восстановленного собора, вновь в присутствии великого князя, который по окончании церемонии освящения посадил на площади перед собором две американские ели.
Успенский собор является памятником древнерусского зодчества. Расположен в самом центре города Владимира рядом с древними городскими валами. Вместе с епископским домом и колокольней составляет комплекс укреплённой резиденции волынских епископов.
Успенский собор (Мстислава храм) является памятником архитектуры, входит в государственный реестр Национального культурного наследия Украины (реестровый № 803) и охраняется государством.

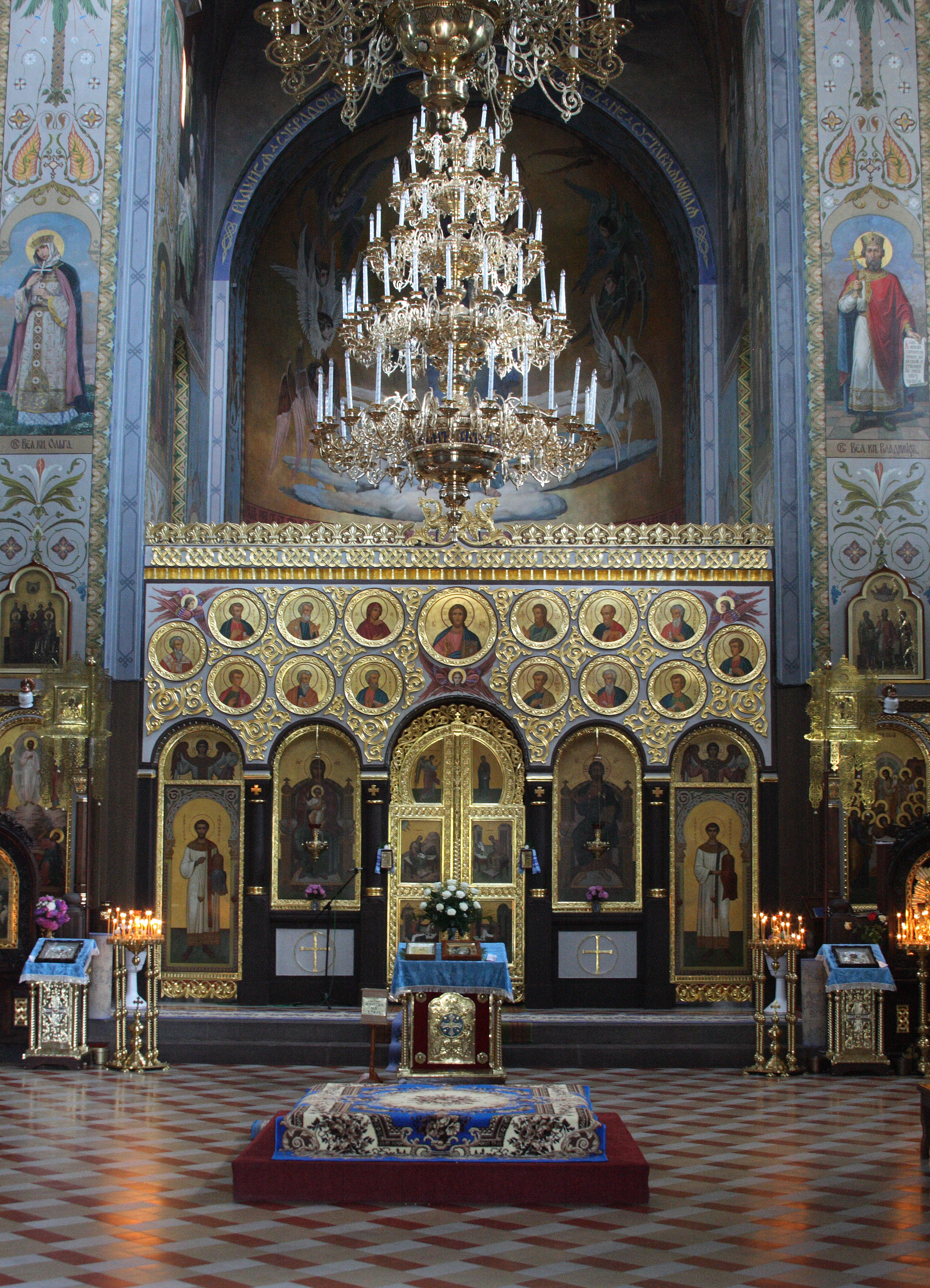
Иконостас
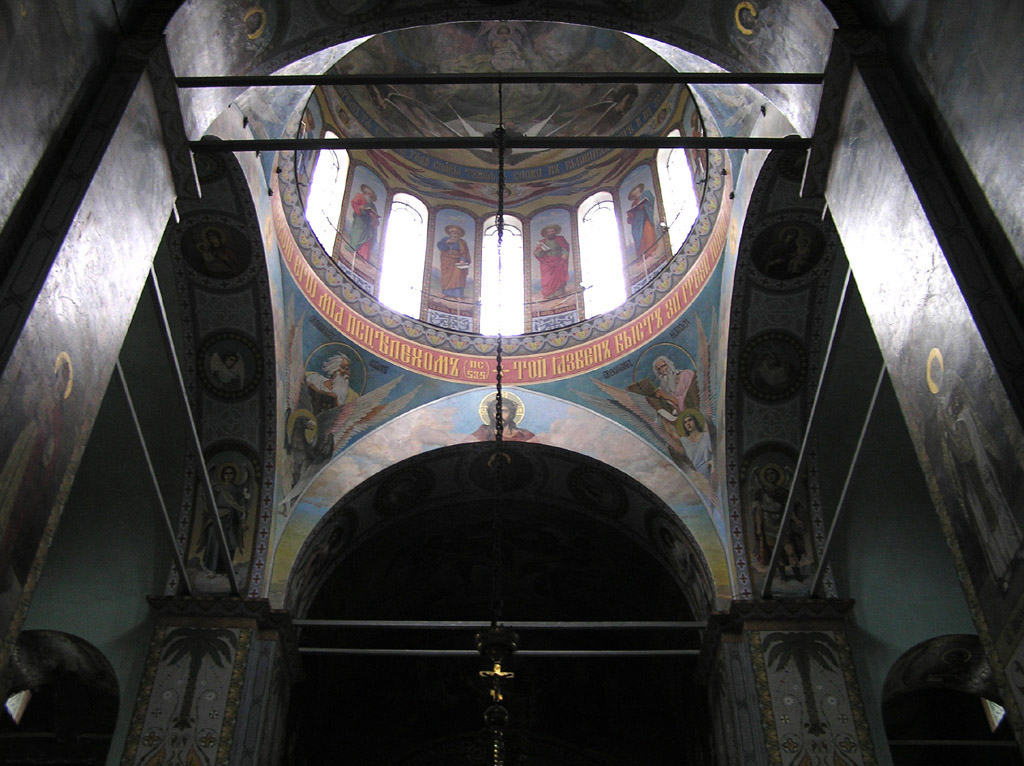
Подкупольное пространство и столбы, заново расписанные после воссоздания
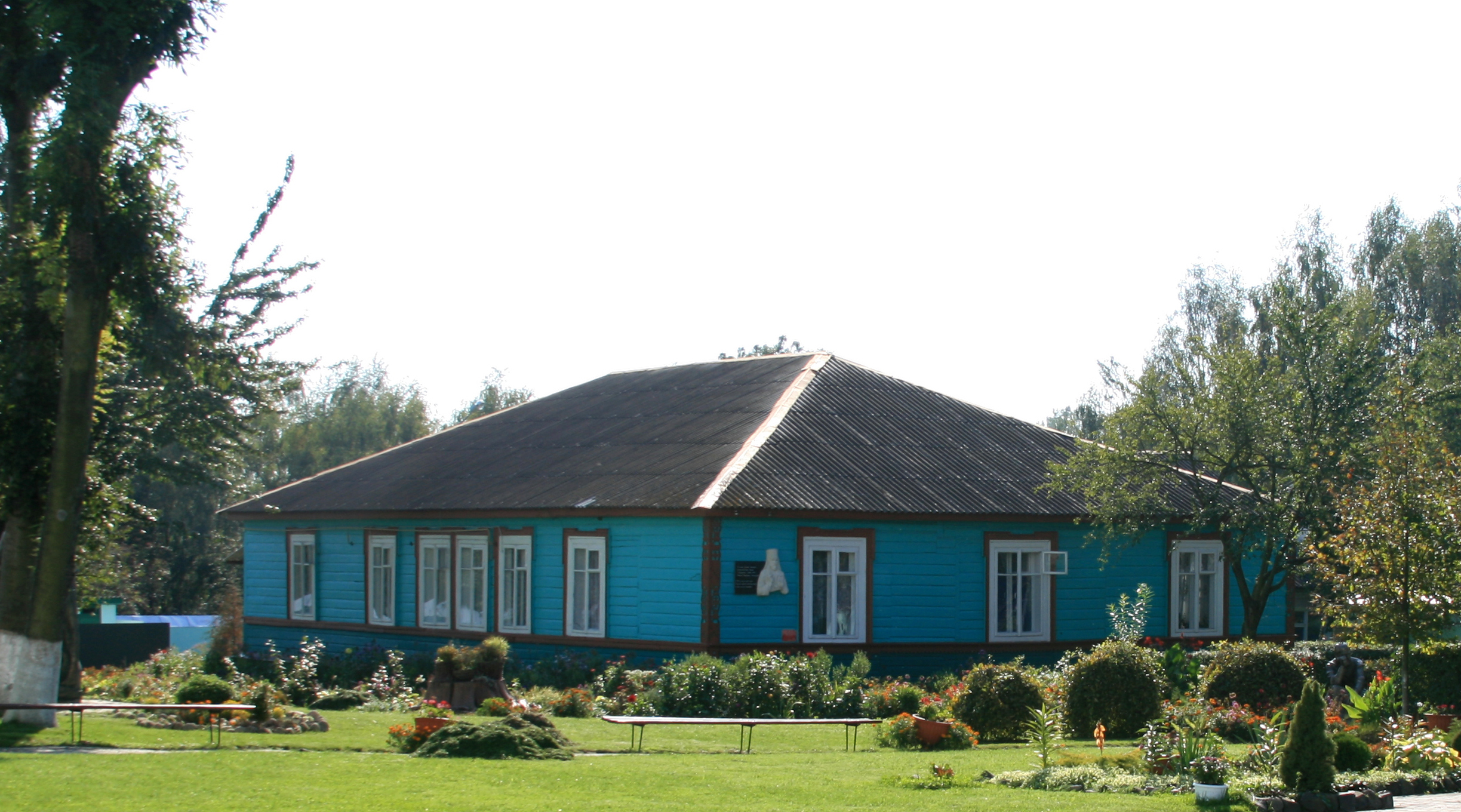
Епархиальный дом при Владимире-Волынском кафедральном соборе, в котором жил священномученик Фаддей (Успенский); на здании установлена плита в память об этом